# ميلبا مور
ميلبا مور (بالإنجليزية: Melba Moore)‏ هي مغنية ومغنية مؤلفة وملحنة وعازفة بيانو وممثلة أمريكية، ولدت في 29 أكتوبر 1945 بنيويورك في الولايات المتحدة. من الجوائز التي نالتها جائزة المسرح العالمي سنة 1970.

## جوائز
- جائزة المسرح العالمي (1970)

## وصلات خارجية
- ميلبا مور على موقع IMDb (الإنجليزية)
- ميلبا مور على موقع ألو سيني (الفرنسية)
- ميلبا مور على موقع ميوزك برينز (الإنجليزية)
- ميلبا مور على موقع أول موفي (الإنجليزية)
- ميلبا مور على موقع قاعدة بيانات برودواي على الإنترنت (الإنجليزية)
- ميلبا مور على موقع قاعدة بيانات الأفلام السويدية (السويدية)
- ميلبا مور على موقع إن إن دي بي (الإنجليزية)
- ميلبا مور على موقع أول ميوزيك (الإنجليزية)
- ميلبا مور على موقع ديسكوغز (الإنجليزية)
- ميلبا مور على موقع قاعدة بيانات الفيلم (الإنجليزية)